# Stolnica svete Marije vnebovzete, Torcello
Cerkev svete Marije vnebovzete (italijansko basilica di Santa Maria Assunta) je mala bazilika (bazilika minor) na otoku Torcello, v  pokrajini Benetke, v severni Italiji. Je opazen primer beneško-bizantinske arhitekture, in je ena najstarejših verskih stavb v Benečiji. Vsebuje najzgodnejše mozaike na območju Benetk.

## Zgodovina
Po starodavnem napisu jo je ustanovil eksarh Izak iz Ravene leta 639, ko je bil Torcello še vedno tekmec mlade bližnje naselbine v Benetkah.
Izvirna cerkev je verjetno imela glavno in stranski ladji in eno apsido na vzhodni steni stolnice. Težko je povedati, kakšna je bila izvirna cerkev, ker je zelo malo ohranjenega zaradi nadaljnje prenove. Velik del tlorisa prvotne cerkve je ohranjen, saj je sedanja oblika zelo podobna prvotni. Edini fizični deli, ki so ohranjeni, so osrednja apsidna stena in del krstilnice kot del fasade sedanje cerkve.
Prva od dveh večjih obnovitev se je zgodila leta 864 pod vodstvom škofa Adeodat II.. . Pri tej prenovi sta bili zgrajeni obe stranski ladji, kot sta današnji. Zgrajen je bil sintronon (katedra – škofov prestol), ki je napolnil osrednjo apsido in kripta postavljena pod njo. Po drugi in zadnji večji prenovi zdi, da je stolnica zelo podobna trenutnemu oblikovanju.
Končno obnovo je leta 1008 posvetil škof Orso Orseolo, katerega oče Pietro Orseolo II. je bil v tistem času dož v  Benetkah. S to prenovo je Orseolo dvignil ladjo, dodal okna na zahodni steni in ustvaril arkade, ki potekajo med ladjami in pomagajo pri podpori svetlobnega nadstropja.

## Arhitektura
Pred fasado je pred narteks, ki mu je bil nekoč v 7. st. dodan baptisterij, danes le še sledi. Ob strani je martyrion (ali martirion (stara grščina) je cerkev posebne arhitekturne oblike z osrednjim elementom v krožnem, včasih osmerokotnem ali križnem tlorisu), posvečen Santa Fosci. Zvonik izvira iz 11. stoletja. Priložen je bil tudi izvorni škofijski palači. Fasada ima 12 polstebrov, ki jih na vrhu povezujejo loki. Narteks (11. stoletje) je bil razširjen v 13. stoletju. Na sredi je marmorni portal (1000).
Najbolj presenetljiva zunanjosti je dekoracija fasade in frontalnega portika, povečana v 14. stoletju. Triladijska notranjost ima marmornat tlak, prestol škofa iz Altina in grob sv. Heliodorja, prvega škofa Altina. Grofova fasada ima mozaik Univerzalne sodbe. Omeniti je treba tudi mozaik Marija z otrokom (tip Hodegetria: grško Ὁδηγήτρια, dobesedno "Kdor kaže pot", rusko Odgihitija ali Devica Hodegetria, je ikonografska slika device Marije, ki drži otroka Jezusa postrani, medtem ko kaže nanj kot na vir odrešenja za človeštvo. Devica je navadno nagnjena k otroku, ki roko dviga v gesti blagoslova) v srednji apsidi (11. stoletje).

## Mozaiki
Najpomembnejši umetniški element stolnice so mozaiki, ki so bili prvi v okolici Benetk. Glavna apsida ima posebej lep mozaik stoječe Device Hodegetrije iz 11. stoletja, na ogromnem zlatem ozadju, nad registrom stoječih svetnikov. Zdijo se izvirni iz konca 11. stoletja, delo skupine bizantinskih mozaičarjev, vendar je bila glavna figura predelana stoletje kasneje po potresu, medtem ko svetniki ostajajo iz prvega obdobja. Zahodna stena (nad vrati) je bila izvedena v tej drugi fazi: na vrhu v zatrepu je Križanje, nato pa odločno Srhljiv pekel z veliko figuro Kristusa, nad Poslednjo sodbo, ki zavzema štiri nižje registre . Lobanja sv. Cecilije je tukaj ohranjena kot relikvija.

## Galerija
- Zunanjost
- Zvonik
- Glavna apsida
- Zahodna stena
- Sveta Marija vnebovzeta (levo) in Santa Fosca (desno)